# Bacijevce
Bacijevce (en serbe cyrillique : Бацијевце) est un village de Serbie situé dans la municipalité de Surdulica, district de Pčinja. Au recensement de 2011, il comptait 64 habitants.

## Démographie
| 1948 | 1953 | 1961 | 1971 | 1981 | 1991 | 2002 | 2011 |
| ---- | ---- | ---- | ---- | ---- | ---- | ---- | ---- |
| 307  | 317  | 310  | 273  | 226  | 157  | 98   | 64   |

|  |